# Czeluścin (Gostyń)
Pour les articles homonymes, voir Czeluścin.
Czeluścin (prononciation : [t͡ʂɛˈluɕt͡ɕin]) est un village polonais de la gmina de Pępowo dans le powiat de Gostyń de la voïvodie de Grande-Pologne dans le centre-ouest de la Pologne.
Il se situe à environ 5 kilomètres au sud-est de Pępowo (siège de la gmina), à 20 kilomètres au sud-est de Gostyń (siège du powiat) et à 76 kilomètres au sud de Poznań (capitale régionale).
Le village possédait une population approximative de 256 habitants.

## Histoire
De 1975 à 1998, le village faisait partie du territoire de la voïvodie de Leszno.

Depuis 1999, Czeluścin est situé dans la voïvodie de Grande-Pologne.